# Герберт, Генри, 1-й барон Герберт из Чербери
Генри Герберт, 1-й барон Герберт из Чербери (англ. Henry Herbert, 1st Baron Herbert of Chirbury; 24 июля 1654 — 22 января 1709) — английский политик, заседавший в Палате общин Англии 1677—1679, 1681—1685, 1689—1694 годах. В 1694 году ему был пожалован титул 1-го барона Герберта из Чербери.

## Биография
Родился 24 июля 1654 года. Сын сэра Генри Герберта (1594—1673), мастера пиров при дворе Карла I и Карла II. Его матерью была Элизабет Оффли (? — 1698), дочь сэра сэра Роберта Оффли из Лондона и Одби. Он поступил в Тринити-колледж в Оксфорде 13 января 1670/1671 года.
Он унаследовал поместье Риббсфорд (недалеко от Бьюдли) после смерти своего отца. Как и его отец, он был членом парламента от Бьюдли с 1677 по 1679 год, от Вустера в 1681—1685 годах и снова от Бьюдли с 1689 по 1694 год.
Во время правления Якова II Гери Герберт встал на сторону противников короны и присоединился к Вильгельму III Оранскому в Голландии в 1688 году. Впоследствии он взял в руки оружие за Вильгельма III в графстве Вустершир. Генри Герберт всегда испытывал финансовые затруднения и 18 июля 1691 года подал прошение Вильгельму III о назначении аудитора Уэльса на основании прежних заслуг.
28 апреля 1694 года для него был возрожден титул барона Герберта из Чербери, который был вымершим после смерти его двоюродного брата Генри Герберта, 4-го барона Герберта из Чербери, в 1691 году. В 1695 году ему также было даровано баронство Каслайленд в ирландском пэрстве.
Он участвовал в принятии Закона о лучшем обеспечении пошлин на товары Ост-Индской империи, который расширил монополию лондонской Ост-Индской компании на Шотландию, охватив, таким образом, все новое Королевство Великобритании.

## Семья
12 февраля 1677/1678 года Генри Герберт женился на Энн Рэмси, дочери лондонского олдермена Джона Рэмси. У супругов был единственный сын:
- Генри Герберт, 2-й барон Герберт из Чербери (? — 19 апреля 1738).